# Jugoslávie na letních olympijských hrách
Jugoslávie na letních olympijských hrách startovala v letech 1920 až 2000. Toto je přehled účastí, medailového zisku a vlajkonošů na dané sportovní události.

## Účast na Letních olympijských hrách
| Dějiště LOH            | LOH      | Vlajkonoš        | Zlatá medaile | Stříbrná medaile | Bronzová medaile | Celkem |
| ---------------------- | -------- | ---------------- | ------------- | ---------------- | ---------------- | ------ |
| 1920 Antverpy          | LOH 1920 | nebyl            |               |                  |                  | 0      |
| 1924 Paříž             | LOH 1924 | nebyl            | 2             |                  |                  | 2      |
| 1928 Amsterdam         | LOH 1928 | nebyl            | 1             | 1                | 3                | 5      |
| 1932 Los Angeles       | LOH 1932 | nebyl            |               |                  |                  | 0      |
| 1936 Německo           | LOH 1936 | nebyl            |               | 1                |                  | 1      |
| 1948 Londýn            | LOH 1948 | nebyl            |               | 2                |                  | 2      |
| 1952 Helsinky          | LOH 1952 | nebyl            | 1             | 2                |                  | 3      |
| 1956 Melbourne         | LOH 1956 | nebyl            |               | 3                |                  | 3      |
| 1960 Řím               | LOH 1960 | nebyl            | 1             | 1                |                  | 2      |
| 1964 Tokio             | LOH 1964 | nebyl            | 2             | 1                | 2                | 5      |
| 1968 Ciudad de México  | LOH 1968 | nebyl            | 3             | 3                | 2                | 8      |
| 1972 Mnichov           | LOH 1972 | Mirko Sandić     | 2             | 1                | 2                | 5      |
| 1976 Montréal          | LOH 1976 | nebyl            | 2             | 3                | 3                | 8      |
| 1980 Moskva            | LOH 1980 | nebyl            | 2             | 3                | 4                | 9      |
| 1984 Los Angeles       | LOH 1984 | Dražen Dalipagić | 7             | 4                | 7                | 18     |
| 1988 Soul              | LOH 1988 | Matija Ljubek    | 3             | 4                | 5                | 12     |
| Celkem                 | 16       |                  | 26            | 29               | 28               | 83     |
| Zdroj na Olympedia.org |          |                  |               |                  |                  |        |